# Robert Kalicki
Robert Kalicki (ur. w Świnoujściu) – polski muzyk, klawiszowiec, wokalista, kompozytor, producent muzyczny, realizator dźwięku i autor tekstów. Były klawiszowiec w zespole Lombard i Bajm.

## Życiorys
Zadebiutował na festiwalu w Jarocinie, grając ze świnoujskim zespołem Kwestia Formalna-Kali. Był członkiem szczecińskiego zespołu, big bandu Operation Condition Orchestra. Wraz z zespołem Salvator zdobył nagrodę na opolskim festiwalu Debiuty. Wraz z zespołem Labirynt dostał się do tzw. "Złotej dziesiątki" OMPP we Wrocławiu. Studiował klasyczne kierunki muzyczne w Akademii Muzycznej w Szczecinie oraz na Uniwersytecie Muzycznym Fryderyka Chopina w Warszawie. Po 4 latach współpracy odszedł z zespołu Lombard i założył grupę Dzidziuś i Diabeł z byłym gitarzystą zespołu Damianem Jaroszykiem. Razem wydali płytę Impreza. Jako kompozytor był wielokrotnym laureatem plebiscytu TVP 1 "Muzyczna Jedynka" m.in. z kompozycją zaśpiewaną przez Krzysztofa Krawczyka – "Nowy Jork – dochodzi chyba piąta". Współpracuje m.in. z Danutą Błażejczyk, Krzysztofem Krawczykiem, Ireną Jarocką, zespołami Queens oraz Bajm w którym to zespole w latach 2004–2005 występował jako instrumentalista klawiszowy. W latach 1998–2000 przebywał w Hamburgu gdzie wraz z międzynarodowym zespołem Inusa Groove Factory zdobył III nagrodę na ogólnoniemieckim festiwalu w Dortmundzie. W 2000 roku był producentem muzycznym płyty Złap je wszystkie do anime Pokémon.
W 2003 współtworzył i był klawiszowcem zespołu OffSide  w składzie z m.in. z Łukaszem Zagrobelnym (voc.) oraz Piotrem Zanderem (git.). Kompozycja tego zespołu pt. "Dreaming about you" zakwalifikowała się do finałowej piętnastki Krajowego Konkursu Eurowizja 2004. Offside  wystąpił również na festiwalu w Opolu w 2004 roku w koncercie premier z piosenką "Moja obsesja". W 2006 roku jest wraz z Andrzejem Kosmalą producentem muzycznym i wraz z Krzysztofem Krawczykiem był kompozytorem pięciu utworów na płytę Krzysztofa Krawczyka Tacy samotni (status płyty platynowej): "To wszystko sprawił grzech", "Tylko ty,tylko ja", "Bez twojej wiary", "To moje życie" oraz tytułowego "Tacy samotni". Jest kompozytorem dwóch utworów na płytę Małgorzaty Ostrowskiej (Słowa – premiera 1 października 2007): "To był długi dzień" oraz "Rzeka we mnie" wybrany na singlowy utwór promujący płytę w mediach. Jesienią 2007 roku komponował, nagrał i produkował szereg piosenek dla dzieci, których partie wokalne wykonuje Ewa Złotowska. Piosenki promujące wydawnictwo to m.in. "Co się stało z pszczółką Mają" oraz "Super Maja" do słów Marka Dutkiewicza. Pod koniec 2007 roku wraz z Krzysztofem Krawczykiem i Andrzejem Kosmalą był kompozytorem oraz producentem muzycznym piosenki "Życie jak wino" będącej tytułowa i przewodnią piosenką wydanego przez wydawnictwo Agora na przełomie 2007 i 2008 roku – składającego się z 20 książek i płyt – leksykonu Krzysztofa Krawczyka. Leksykon uzyskał status trzynastu złotych i dwóch platynowych płyt.
W okresie od stycznia do września 2009 roku w studio nagraniowym Roberta Kalickiego w Warszawie powstało jedenaście premierowych utworów na najnowszą płytę Krzysztofa Krawczyka Nigdy nie jest za późno, których jest kompozytorem i producentem, producentem muzycznym wspólnie z Andrzejem Kosmalą, managerem artysty. Premiera płyty miała miejsce 27 listopada 2009, a pierwszym promującym ją utworem jest duet Krzysztofa Krawczyka z Danielem Olbrychskim "Z kobietami to różnie bywało". Kompozytor piosenki "Pół wieku człowieku", z tekstem Andrzeja Kosmali i Adama Tersy, będącej tytułowym i pierwszym singlem do albumu Krzysztofa Krawczyka z okazji jego 50 lecia pracy artystycznej. Premiera singla miała miejsce 28 kwietnia 2014 roku, premiera płyty: maj 2014 rok. Tytułowa wersja piosenki jest wykonana z gościnnym udziałem artysty sceny reggae Ras Lutą. Współkompozytor singla dla Beaty Kozidrak pt."Niebiesko-zielone"  (Listopad 2016) promującego trzeci solowy album artystki zatytułowany "B3". Jest producentem i kompozytorem czołówek i ilustracji muzycznych do wielu programów telewizyjnych. Od 2025 roku współpracuje z Francesco Napoli. Od 2022 roku jest sekretarzem Komisji Rewizyjnej Związku Zawodowego Twórców Kultury ( ZZTK ). Od marca 2025 roku jest przewodniczącym Komisji Repartycyjnej Stowarzyszenia Autorów ZAIKS.